# Liste der Bodendenkmäler in Gelchsheim
Auf dieser Seite sind die Bodendenkmäler in dem unterfränkischen Markt Gelchsheim zusammengestellt. Diese Tabelle ist eine Teilliste der Liste der Bodendenkmäler in Bayern. Grundlage ist die Bayerische Denkmalliste, die auf Basis des Bayerischen Denkmalschutzgesetzes vom 1. Oktober 1973 erstmals erstellt wurde und seither durch das Bayerische Landesamt für Denkmalpflege geführt wird. Die folgenden Angaben ersetzen nicht die rechtsverbindliche Auskunft der Denkmalschutzbehörde.

## Bodendenkmäler in Gelchsheim
| Lage       | Objekt                                                                                 | Akten-Nr.     | Bild |
| ---------- | -------------------------------------------------------------------------------------- | ------------- | ---- |
| (Standort) | Merowingerzeitliche Reihengräber.                                                      | D-6-6426-0001 |      |
| (Standort) | Grabhügel vorgeschichtlicher Zeitstellung.                                             | D-6-6426-0039 |      |
| (Standort) | Mittelalterlicher Burgstall.                                                           | D-6-6426-0043 |      |
| (Standort) | Späturnenfelderzeitliche Siedlung.                                                     | D-6-6426-0062 |      |
| (Standort) | Siedlung der Urnenfelderzeit.                                                          | D-6-6426-0063 |      |
| (Standort) | Siedlung vor- und frühgeschichtlicher Zeitstellung.                                    | D-6-6426-0066 |      |
| (Standort) | Verebnete vorgeschichtliche Grabhügel.                                                 | D-6-6426-0068 |      |
| (Standort) | Siedlung der Urnenfelderzeit.                                                          | D-6-6426-0102 |      |
| (Standort) | Archäologische Befunde des Mittelalters und der frühen Neuzeit im Ortsbereich          | D-6-6426-0103 |      |
| (Standort) | Archäologische Befunde                                                                 | D-6-6426-0104 |      |
| (Standort) | Archäologische Befunde im Bereich der frühneuzeitlichen, 1972 erweiterten Kath. Kirche | D-6-6426-0105 |      |
| (Standort) | Archäologische Befunde im Bereich der Kath. Kapelle St. Johannes Nepomuk               | D-6-6426-0106 |      |
| (Standort) | Archäologische Befunde im Bereich des ehem. frühneuzeitlichen Wasserschlosses          | D-6-6426-0107 |      |
| (Standort) | Archäologische Befunde im Bereich der frühneuzeitlichen Kath. Pfarrkirche St. Vitus    | D-6-6426-0109 |      |
| (Standort) | Archäologische Befunde im Bereich der frühneuzeitlichen Kath. Kirche St. Laurentius    | D-6-6426-0111 |      |